# Team Deutsche Telekom/2002
Deze pagina geeft een overzicht van de Duitse wielerploeg Team Deutsche Telekom in 2002.
| Naam                 | Geboortedatum | Nationaliteit    | Ploeg 2001                     |
| -------------------- | ------------- | ---------------- | ------------------------------ |
| Rolf Aldag           | 25-08-1968    | Duitsland        | Team Deutsche Telekom          |
| Robert Bartko        | 23-12-1975    | Duitsland        | Team Deutsche Telekom          |
| Udo Bölts            | 10-08-1966    | Duitsland        | Team Deutsche Telekom          |
| Gian Matteo Fagnini  | 11-10-1970    | Italië           | Team Deutsche Telekom          |
| Ralf Grabsch         | 07-04-1973    | Duitsland        | Team Deutsche Telekom          |
| Giuseppe Guerini     | 14-02-1970    | Italië           | Team Deutsche Telekom          |
| Jens Heppner         | 23-12-1964    | Duitsland        | Team Deutsche Telekom          |
| Torsten Hiekmann     | 17-03-1980    | Duitsland        | Team Deutsche Telekom          |
| Danilo Hondo         | 04-01-1974    | Duitsland        | Team Deutsche Telekom          |
| Kai Hundertmarck     | 25-04-1969    | Duitsland        | Team Deutsche Telekom          |
| Bobby Julich         | 18-11-1971    | Verenigde Staten | Crédit Agricole                |
| Matthias Kessler     | 16-05-1979    | Duitsland        | Team Deutsche Telekom          |
| Andreas Klier        | 15-01-1976    | Duitsland        | Team Deutsche Telekom          |
| Andreas Klöden       | 22-06-1975    | Duitsland        | Team Deutsche Telekom          |
| David Kopp           | 05-01-1979    | Duitsland        | Team Deutsche Telekom          |
| Kevin Livingston     | 24-05-1973    | Verenigde Staten | Team Deutsche Telekom          |
| Dirk Reichl          | 12-09-1981    | Duitsland        | Team Deutsche Telekom          |
| Jan Schaffrath       | 17-09-1971    | Duitsland        | Team Deutsche Telekom          |
| Stephan Schreck      | 15-07-1978    | Duitsland        | Team Deutsche Telekom          |
| Stefan Schumacher    | 21-07-1981    | Duitsland        |                                |
| Jan Ullrich          | 02-12-1973    | Duitsland        | Team Deutsche Telekom          |
| Aleksandr Vinokoerov | 16-09-1973    | Kazachstan       | Team Deutsche Telekom          |
| Steffen Wesemann     | 11-03-1971    | Duitsland        | Team Deutsche Telekom          |
| Sergei Yakovlev      | 21-04-1976    | Kazachstan       | Cantina Tollo - Acqua e Sapone |
| Erik Zabel           | 07-07-1970    | Duitsland        | Team Deutsche Telekom          |

## Ploegleiders
- Rudy Pevenage
- Mario Kummer
- Frans Van Looy
- Domenico Cavallo

## Fietsen
Team Telekom reed in 2002 op fietsen van het merk Pinarello

## Overwinningen
- Duits kampioenschap op de weg - Danilo Hondo
- 4e etappe Paris - Nice - Aleksandr Vinokoerov
- Eindklassement Paris - Nice - Aleksandr Vinokoerov
- 2e etappe Tour de Suisse - Erik Zabel
- 3e etappe Tour de Suisse - Aleksandr Vinokoerov
- 8e etappe Tour de Suisse - Erik Zabel
- 1e etappe Tirreno - Adriatico - Erik Zabel
- 6e etappe Tour de France - Erik Zabel
- 1e etappe Tour de Luxembourg - Erik Zabel
- Puntenklassement Vuelta a España - Erik Zabel

## Teams

### Tour Down Under
15 januari–20 januari
- [31.] Kai Hundertmarck
- [32.] Steffen Wesemann
- [33.] Robert Bartko
- [34.] Jens Heppner
- [35.] Bobby Julich
- [36.] David Kopp
- [37.] Andreas Klöden
- [38.] Danilo Hondo

### Ronde van Qatar
21 januari–25 januari
- [1.] Jan Ullrich
- [2.] Gian Matteo Fagnini
- [3.] Ralf Grabsch
- [4.] Giuseppe Guerini
- [5.] Torsten Hiekmann
- [6.] Matthias Kessler
- [7.] Kevin Livingston
- [8.] Stefan Schumacher

### Ster van Bessèges
6 februari–10 februari
- [161.] Udo Bolts
- [162.] Ralf Grabsch
- [163.] Danilo Hondo
- [164.] Bobby Julich
- [165.] Kevin Livingston
- [166.] Stephan Schreck
- [167.] Aleksandr Vinokoerov
- [168.] Sergej Jakovlev

### Ruta del Sol
17 februari–21 februari
- [21.] Erik Zabel
- [22.] Andreas Klöden
- [23.] Rolf Aldag
- [24.] Gian Matteo Fagnini
- [25.] Steffen Wesemann
- [26.] Kai Hundertmarck
- [27.] Jan Schaffrath
- [28.] Andreas Klier

### Ronde van Valencia
26 februari–2 maart
- [131.] Gian Matteo Fagnini
- [132.] Jens Heppner
- [133.] Bobby Julich
- [134.] Matthias Kessler
- [135.] Andreas Klöden
- [136.] Udo Bölts
- [137.] Aleksandr Vinokoerov
- [138.] Erik Zabel

### Milaan-San Remo
23 maart
- [1.] Erik Zabel
- [2.] Rolf Aldag
- [3.] Kai Hundertmarck
- [4.] Andreas Klier
- [5.] Bobby Julich
- [6.] Jan Schaffrath
- [7.] Aleksandr Vinokoerov
- [8.] Steffen Wesemann

### Ronde van Vlaanderen
7 april
- [101.] Rolf Aldag
- [102.] Ralf Grabsch
- [103.] Danilo Hondo
- [104.] Kai Hundertmarck
- [105.] Andreas Klier
- [106.] Stephan Schreck
- [107.] Steffen Wesemann
- [108.] Erik Zabel

### Gent-Wevelgem
10 april
- [21.] Robert Bartko
- [22.] Danilo Hondo
- [23.] Kai Hundertmarck
- [24.] Andreas Klier
- [25.] Ralf Grabsch
- [26.] Stephan Schreck
- [27.] Steffen Wesemann
- [28.] Erik Zabel

### Parijs-Roubaix
14 april
- [141.] Erik Zabel
- [142.] Rolf Aldag
- [143.] Ralf Grabsch
- [144.] Danilo Hondo
- [145.] Kai Hundertmarck
- [146.] Andreas Klier
- [148.] Steffen Wesemann
- [150.] Jan Schaffrath

### Luik-Bastenaken-Luik
21 april
- [71.] Aleksandr Vinokoerov
- [72.] Udo Bölts
- [73.] Jens Heppner
- [74.] Torsten Hiekmann
- [75.] Bobby Julich
- [76.] Matthias Kessler
- [77.] Andreas Kloden
- [78.] Sergej Jakovlev

### Amstel Gold Race
28 april
- [61.] Rolf Aldag
- [62.] Udo Bölts
- [63.] Jens Heppner
- [64.] Kai Hundertmarck
- [65.] Matthias Kessler
- [66.] Andreas Klier
- [67.] Steffen Wesemann
- [68.] Erik Zabel

### Ronde van Italië
11 mei–2 juni
- [211.] Ralf Grabsch
- [212.] Sergei Yakovlev
- [213.] Torsten Hiekmann
- [214.] Jens Heppner
- [215.] Danilo Hondo
- [216.] Kai Hundertmarck
- [217.] Matthias Kessler
- [218.] Jan Schaffrath
- [219.] Stephan Schreck

### Ronde van Duitsland
3 juni–9 juni
- [1.] Aleksandr Vinokoerov
- [2.] Rolf Aldag
- [3.] Udo Bölts
- [4.] Andreas Klier
- [5.] Danilo Hondo
- [6.] Gian Matteo Fagnini
- [7.] Steffen Wesemann
- [8.] Erik Zabel

### Ronde van Zwitserland
18 juni–27 juni
- [11.] Erik Zabel
- [12.] Aleksandr Vinokoerov
- [13.] Gian Matteo Fagnini
- [14.] Rolf Aldag
- [15.] Bobby Julich
- [16.] Kevin Livingston
- [17.] Giuseppe Guerini
- [18.] Steffen Wesemann

Ritoverwinningen
Erik Zabel (2e en 8e etappe)
Aleksandr Vinokoerov (3e etappe)
Beste klassering
18. Rolf Aldag op 10' 00" van de winnaar
Uitgevallen
Aleksandr Vinokoerov (6e etappe)

### Ronde van Frankrijk
6 juli–28 juli
- [11.] Erik Zabel
- [12.] Rolf Aldag
- [13.] Udo Bölts
- [14.] Gian Matteo Fagnini
- [15.] Giuseppe Guerini
- [16.] Danilo Hondo
- [17.] Bobby Julich
- [18.] Kevin Livingston
- [19.] Steffen Wesemann

### Ronde van Nederland
20 augustus–24 augustus
- [81.] Erik Zabel
- [82.] Robert Bartko
- [83.] Andreas Klöden
- [84.] Kai Hundertmarck
- [85.] —
- [86.] Jan Schaffrath
- [87.] Stephan Schreck
- [88.] Steffen Wesemann

### Ronde van Spanje
7 september–29 september
- [211.] Erik Zabel
- [212.] Rolf Aldag
- [213.] Robert Bartko
- [214.] Matthias Kessler
- [215.] Andreas Klier
- [216.] Andreas Klöden
- [217.] Jan Schaffrath
- [218.] Aleksandr Vinokoerov
- [219.] Sergei Yakovlev

### Ronde van Lombardije
19 oktober
- [241.] Rolf Aldag
- [242.] Andreas Klier
- [243.] Giuseppe Guerini
- [244.] Matthias Kessler
- [245.] Andreas Klöden
- [246.] Stefan Schumacher
- [247.] Aleksandr Vinokoerov
- [248.] Sergei Yakovlev

1989 · 1990 · 1991 · 1992 · 1993 · 1994 · 1995 · 1996 · 1997 · 1998 · 1999 · 2000 · 2001 · 2002 · 2003 · 2004 · 2005 · 2006 · 2007 · 2008 · 2009 · 2010 · 2011